# سحر عباس جميل
سحر عباس جميل  (19 كانون الثاني 1986- ) إعلامية عراقية تعتبر واحدة من أشهر المذيعات العراقيات، عملت في مجال الإعلام لأكثر من خمسة عشر عاماً أبتداً من عام 2000. وهي أبنة المطرب والملحن عباس جميل.

## حياتها
ولدت في منطقة الأعظمية في بغداد ولكون أسرتها ذات توجه فني والدها عباس جميل وشقيقها اللواء الركن طارق عباس جميل كانت تعزف على آلة الكمان وطالبة في معهد الدراسات الموسيقية، لم تستطع إكمال دراستها بسبب التهديدات وأكملتها في بيروت.

## مشوارها المهني
دخلت الإعلام بتشجيع من والدتها وبدايتها في قناة آشور واختارها مدير الأخبار شمعون متي آنذاك مديراً لتكون مذيعة نشرات إخبارية ومحاورة سياسية شاركت في إعداد وتقديم العديد من البرامج للإذاعة والتلفزيون عبر عدة قنوات منها قناة السومرية قناة الشرقية عملت بعدها لفترة قصيرة في قناة auc المصرية، وقناة التغيير وآخرها في قناة دجلة الفضائية كما عملت في إذاعة بغداد كتبت مقالات للأطفال في المجلتين المشهورتين للأطفال مجلتي والمزمار، لديها العديد من المقالات المتنوعة في المواقع الألكترونية غادرت العراق عام 2007 بسبب تهديدات طالتها عملت في مجال الصحافة والإعلام واستقرت في الأردن.

## البرامج التي قدمتها
| اسم البرنامج         | القناة             | العام |
| -------------------- | ------------------ | ----- |
| مع سحر               |                    |       |
| فنون تشكيلية         |                    |       |
| مع الموسيقى العالمية |                    |       |
| عالم المسرح          |                    |       |
| المجلة الثقافية      |                    |       |
| حوار في كتاب         |                    |       |
| الشارع العراقي       | قناة التغيير       | 2017  |
| رمضان كريم           | قناة دجلة الفضائية | 2020  |
| القرار لكم           | قناة دجلة الفضائية | 2020  |
| ساعة سحر             | قناة الشرقية       | 2024  |

## انظر
- عباس جميل
- باب الشيخ

## وصلات خارجية
- سحر عباس الأحد، 4 يناير 2015 أفضل أمنياتها : زيارة قبر والدها بالعراق فضاء صافي<